# 比例控制

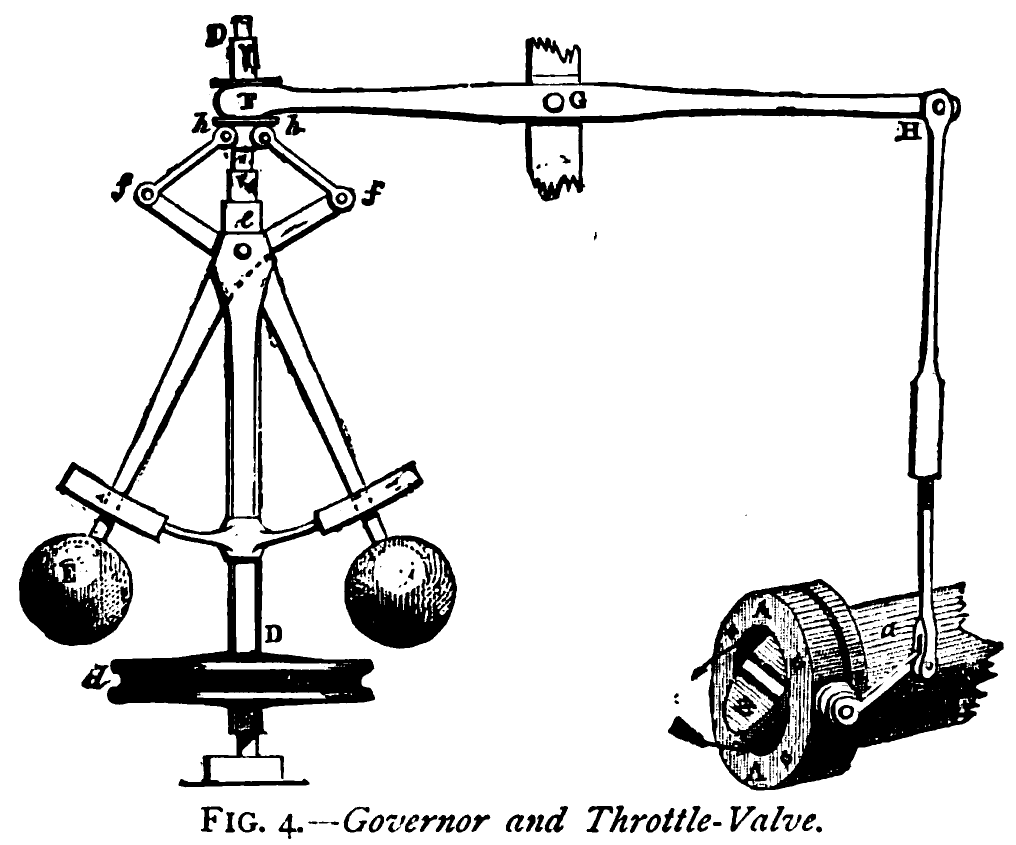
離心式調速器是一個比例控制系統的例子

比例控制系統是線性的回授控制系統，像浴室抽水馬桶的浮球閥及離心式調速器都是經典的比例控制系統。
比例控制系統比雙金屬自動調溫器的開關控制要複雜，但比類似車輛巡航定速的PID控制要簡單。若系統的響應時間較長，可以用開關控制來控制，但若響應時間短，可能會造成系統的不穩定。比例控制系統會將輸出調變處理，或是配合像連續控制閥等裝置，使輸出不致於有不連續的變化。
開關控制可以類比於開車時將油門只考慮踩到底或是完全放空，然後調整其占空比來控制速度。當速度還沒到達理想速度，汽車有動力，當速度到達理想速度後，油門放空，車輛減速，當速度低於理想速度（一般會有一些遲滯現象），才會再提供所有動力給汽車。上述作法看似脈衝寬度調變（PWM），但因控制速度不夠快，最後的結果是控制性能不佳，速度有大幅的變化。引擎越有力，整車就越不穩定，汽車越重，整車就越穩定。穩定性和車輛的功率重量比有關。
比例控制類似大部份駕駛開車的方式，若車輛略超過目標速度，油門會稍微放鬆一些，使馬力減少，因此車輛會慢慢的減速，在減速過程也會根據車輛速度和目標速度的差，持續的調整油門，最後會接近目標值，其誤差比開關控制要小很多，而控制也平順許多。
比例控制可以再調昇為PID控制，可以針對像上下坡之類，相同速度下需要功率不同的條件進行處理，這就會根據PID控制中的積分器來補償。

## 比例控制理論
在比例控制演算法中，控制器輸出等於誤差信號，也就是目標值和程序變數的差，換句話說，控制器輸出是誤差信號和積分增益的乘積。
不過只用上述方式處理，當誤差信號為零時，控制器輸出也為零，因此為了要使控制器有輸出，目標值和程序變數需要有一定程度的誤差。為避免此情形，會調整控制器，在誤差信號為零時就有一輸出值，再依誤差調整輸出的量。
在數學上可以表示為
其中
- {\displaystyle p0}：沒有誤差時的控制器輸出
- {\displaystyle P_{\mathrm {out} }}：比例控制器的輸出
- {\displaystyle K_{p}}：比例增益
- {\displaystyle e(t)}：時間t時的瞬時誤差，{\displaystyle e(t)=SP-PV}
- SP：目標值
- PV: 程序變數

## 外部連結
- Proportional control compared to ON-OFF or bang-bang control （页面存档备份，存于）